# تاج الإمارات
تاج الإمارات هو برج سكني مكون من 63 طابقًا في دبي، الإمارات العربية المتحدة، طورته شركة بن شعفار القابضة وصممه مكتب التصميم والهندسة المعمارية. يبلغ الارتفاع الهيكلي للبرج 296 متر (971 قدم). بدأ البناء بالبرج في عام 2005، وأكتمل في عام 2008. وعند اكتماله، أصبح سادس أطول مبنى في دبي، و 45 أطول مبنى في العالم. اعتبارًا من عام 2022، أصبح المبنى السادس والعشرون في أطول مبنى في دبي، يقع على الجانب الآخر من الشارع من نادي دبي الدولي للرياضات البحرية في منطقة مرسى دبي، وهو مكان معيشة مشترك لعشاق اليخوت. يضم المبنى شقق من غرفتين إلى خمس غرف نوم في المبنى، بالإضافة إلى بعض أبرز شقق البنتهاوس.

## روابط خارجية
- تاج الإمارات على مجلس المباني الشاهقة والمساكن الحضرية
- تاج الإمارات على Emporis.com
- تاج الإمارات على SkyscraperPage.com
- تاج الإمارات على Luxhabitat.ae